# Салат из говяжьих губ

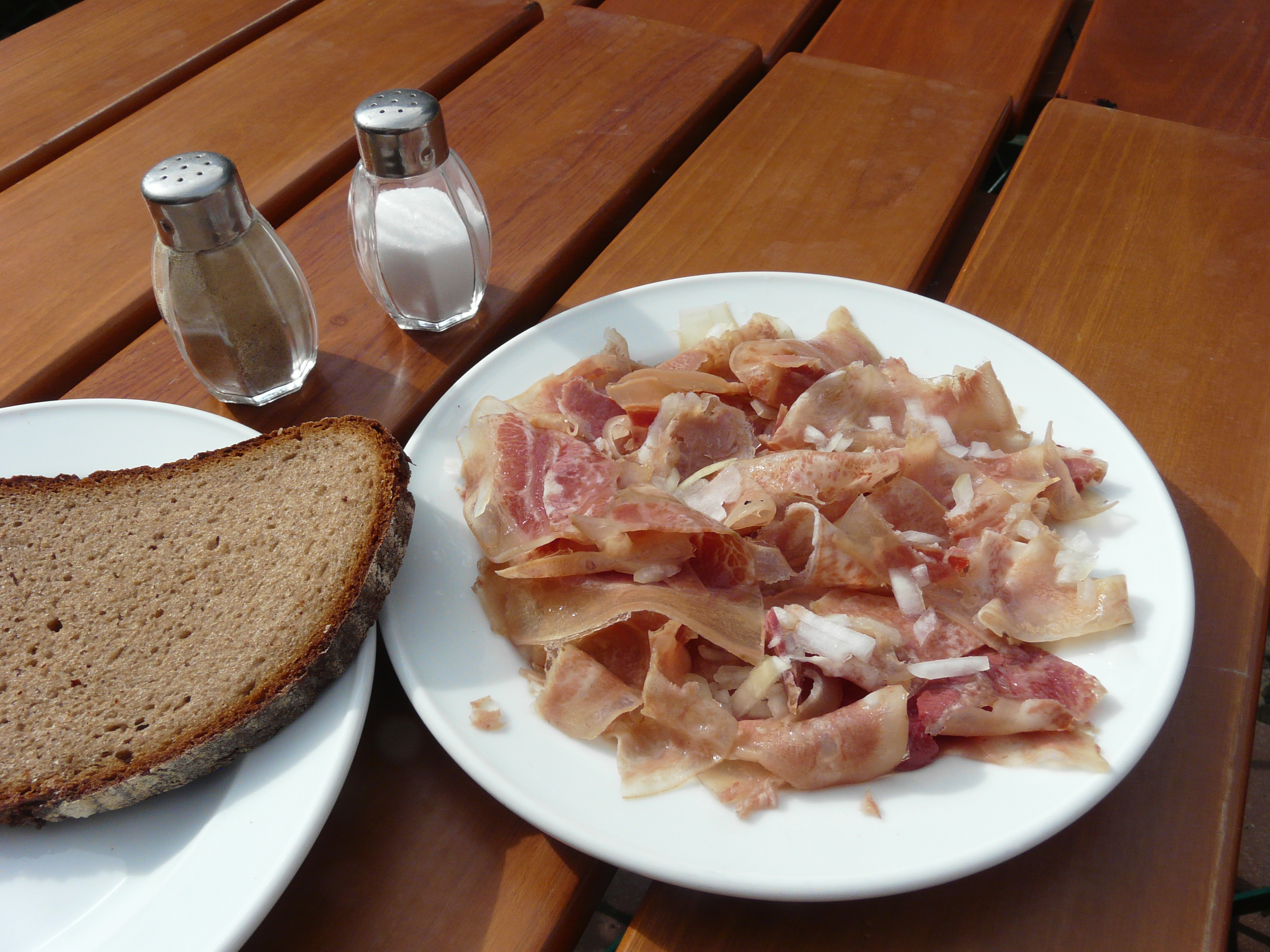
Салат из говяжьих губ, сервированный с серым хлебом

Салат из говяжьих губ (оксенмаульсалат нем. Ochsenmaulsalat) — мясной салат из говяжьих губ под простой винегретной заправкой. Говяжьи губы — шерстный субпродукт, богатая соединительной тканью шкура вокруг рта, промытая, ошпаренная и очищенная от волоса. Салат получил распространение в Южной Германии и Австрии, его обычно сервируют с хлебом или жареным картофелем. Считается типичным блюдом в Нюрнберге, где с XIX века пользовался популярностью среди бедняков. Вариантом салата из говяжьих губ в Нюрнберге является «нюрнбергский гверх». В те времена в городе работало 12 предприятий по производству салата из говяжьих губ. В настоящее время салат из говяжьих губ редко встречается в меню нюрнбергских предприятий общественного питания, но отваренные и нарезанные тонкой полоской говяжьи губы имеются в продаже во многих мясных лавках на юге Германии.
Сначала обработанные нитритной солью говяжьи губы бланшируют, варят с добавлением кореньев до мягкости в течение 3—4 часов, запрессовывают в прямоугольные формы и охлаждают. Для приготовления салата охлаждённые губы режут узкими полосками и заправляют маринадом из нейтрального растительного масла, уксуса и пряностей, иногда с добавлением рубленого репчатого лука, маринованных огурцов и зелени. Салат должен настояться не менее суток в прохладном месте.